# Tuorpunjaure (Arjeplogs socken, Lappland)
Tuorpunjaure är en sjö i Arjeplogs kommun i Lappland och ingår i Piteälvens huvudavrinningsområde. Sjön har en area på 0,429 kvadratkilometer och ligger 815 meter över havet. Sjön avvattnas av vattendraget Kierkemåkkjåkkå.

## Delavrinningsområde
Tuorpunjaure ingår i det delavrinningsområde (738445-160925) som SMHI kallar för Mynnar i Vuoulakjåkkå. Medelhöjden är 784 meter över havet och ytan är 49,64 kvadratkilometer. Det finns inga avrinningsområden uppströms utan avrinningsområdet är högsta punkten. Kierkemåkkjåkkå som avvattnar avrinningsområdet har biflödesordning 4, vilket innebär att vattnet flödar genom totalt 4 vattendrag innan det når havet efter 228 kilometer. Avrinningsområdet består mestadels av skog (20 procent) och kalfjäll (69 procent). Avrinningsområdet har 0,56 kvadratkilometer vattenytor vilket ger det en sjöprocent på 1,1 procent.